# Calochortus greenei
Calochortus greenei är en liljeväxtart som beskrevs av Sereno Watson. Calochortus greenei ingår i släktet Calochortus och familjen liljeväxter. Inga underarter finns listade.